# کادیلاک سری ۶۵
کادیلاک سری ۶۵ (به انگلیسی: Cadillac Series 65) یک سری خودرو است که در سال‌های ۱۹۳۷ تا ۱۹۳۸ تولید شده است. طراحی آن خودروهای موتور جلو-محور عقب بوده است.